# Ваньянь Сюнь
Ваньянь Сюнь (кит. трад. 完顏珣, пиньинь Wányán Xún; 18 апреля 1163 — 14 января 1224) — восьмой император чжурчжэньской империи Цзинь в 1213—1224 годах. В течение всего его правления продолжалась война с монголами, в которой чжурчжэни терпели поражения.

## Биография
Ваньянь Сюнь был сыном вана Ваньянь Юньгуна и внуком императора Шицзуна (Ваньянь Улу). Он родился в 1163 году и получил при рождении чжурчжэньское имя Удабу. В 1178 году получил от деда титул Вэнь-гуна. В 1189 году императором стал старший брат Сюня Ваньянь Цзин, даровавший ему титул князя Фен. В 1196 году Сюнь стал князем И, в 1208 — ваном Син, в 1209 — ваном Шен.
В 1213 году, когда монголы во главе с Чингисханом осаждали столицу Цзинь, город Чжунду, цзиньский военачальник Хэшили Чжичжун, известный как Хушаху, сверг и убил императора Ваньянь Юнцзи. Новым правителем он провозгласил Ваньянь Сюня, который тогда находился в провинции Хэбэй. Через месяц Сюнь приехал в Чжунду и занял престол. Фактически страной правил Хушаху, но он вскоре был убит по приказу другого военачальника — Чжуху Гаоци. Императору пришлось простить убийцу.
Главной проблемой для Ваньянь Сюня стала война с монголами и мятежи в разных частях империи, приведшие, в частности, к образованию независимых государств в Ляодуне и Ляоси. В 1214 году император согласился на мир с Чингисханом, выплатив огромную контрибуцию, передав 500 пленников, три тысячи лошадей и принцессу в жёны. Однако спустя всего месяц монголы вернулись. Они взяли Восточную, Северную и Срединную столицы, после чего предложили новый мир — на условиях отказа Сюня от императорского титула и передачи всех земель к северу от Хуанхэ. Император отверг эти условия, и война продолжилась. С 1216 года монголы перешли от грабежей к тактике территориальных захватов: они планомерно завоёвывали территории, до этого контролировавшиеся чжурчжэнями. Этот процесс шёл до 1223 года, когда умер монгольский командующий Мухали. Годом позже умер и цзиньский император. Его преемником стал старший сын, Ваньянь Шоусюй.

## В культуре
Ваньянь Сюнь стал персонажем романа Исая Калашникова «Жестокий век» (1978). В телесериале «Чингисхан» (2004) его сыграл Ли Кэнай.